# Urechinus naresianus
Urechinus naresianus är en sjöborreart. Urechinus naresianus ingår i släktet Urechinus och familjen Urechinidae. Inga underarter finns listade i Catalogue of Life.